# 安宏乡 (松潘县)
安宏乡，是中华人民共和国四川省阿坝藏族羌族自治州松潘县下辖的一个乡镇级行政单位。

## 行政区划
安宏乡下辖以下地区：
安宏村、德胜堡村、下寺村、肖包寺村、格机村、云屯堡村、西宁关村、纳坡村、安关村和烟囱村。